# 바타비아 항공
바타비아 항공(영어: Batavia Air, PT. Metro Batavia)는 인도네시아의 항공사로 허브 공항은 자카르타에 있는 수카르노 하타 국제공항이 있다.

## 개요
바타비아 항공은 2002년 1월 설립된 센파티 에어에서 임대한 포커 27을 사용하여 자카르타에서 폰티아낙에 정기 항로를 개설했다.
2007년 3월 3개월 이내에 교육 및 유지 보수를 개선하지 않아 인도네시아 교통부는 7개의 항공사를 폐쇄한다고 발표했다. 교육부는 3단계로 항공사를 평가했다. 그 3번째로 인용된 것이 바타비아 항공 외에도 아담 항공, 쟈타유 항공, 카루티카 항공 외에 3개의 항공사도 포함했다. 2008년 2월 개선이 보인다고 하고 안전도를 조사해 범주 1급으로 상향 조정했다.

## 보유 기종
- 2012년 5월 기준으로 바타비아 항공은 다음과 같은 기종을 보유하고 있다.[2]